# Synallactes nozawai
Synallactes nozawai är en sjögurkeart. Synallactes nozawai ingår i släktet Synallactes och familjen slangsjögurkor. Inga underarter finns listade i Catalogue of Life.